# Condado de Citrus
O condado de Citrus (em inglês:  Citrus County) é um dos 67 condados do estado americano da Flórida. A sede e cidade mais populosa do condado é Inverness. Foi fundado em 2 de junho de 1921.

## Geografia
De acordo com o United States Census Bureau, o condado possui uma área de 2 003 km², dos quais 1 507 km² estão cobertos por terra e 496 km² por água.

## Demografia
Segundo o censo nacional de 2010, o condado possui uma população de 141 236 habitantes e uma densidade populacional de 93,7 hab/km². Possui 78 026 residências, que resulta em uma densidade de 51,8 residências/km².
Das duas localidades incorporadas no condado, Inverness (Flórida) é a mais populosa e a mais densamente povoada, com 7 210 habitantes e densidade populacional de 366,3 hab/km². Crystal River é a menos populosa, com 3 108 habitantes, e a que de 2000 para 2010 reduziu em 11% a sua população.